# Discografia de Skrillex
A discografia do DJ e produtor musical norte-americano de música eletrônica Skrillex, é composta por um álbum de estúdio, cinco extended plays, 15 singles (incluindo um como artista de destaque) e 23 vídeos de música.
"Gypsyhook", foi o EP de estreia do produtor. Ainda pela nome Sonny Moore, o EP foi lançado em Abril de 2009 e conta com Moore também nos vocais. No dia 7 de Junho de 2010, foi lançado o EP "My Name Is Skrillex", o primeiro com o seu novo nome. O single "WEEKENDS!!!" foi o destaque do EP.
No final de 2010, Skrillex lançou "Scary Monsters and Nice Sprites", o terceiro EP e começou a ganhar notoriedade depois que a faixa-título começou a aparecer em alguns charts americanos. Em Junho, lançou "More Monsters and Sprites", seu quarto EP.
O sucesso do produtor veio no fim de 2011, quando Skrillex foi indicado ao Grammy Awards em cinco categorias, aumentando a sua popularidade no EUA. Posteriormente, o single "Scary Monsters and Nice Sprites" venceu na categoria Gravação Dance e o EP com o mesmo nome, na categoria Álbum Dance/Eletrônica, além de concorrer a Artista Revelação, Remix-Não Clássico com "Cinema" de Benny Benassi e Vídeo Musical - Curto com o clipe "First of the Year (Equinox)". Skrillex começou a aparecer em vários paradas musicais, e recebeu várias certificações.
O quinto EP, chamado "Bangarang", que foi lançado em Dezembro de 2011, conseguiu manter o sucesso do anterior, e em 2012, apareceu em charts musicais de todo mundo, com ótimas posições na Austrália e Nova Zelândia. O EP tem várias participações, entre elas Ellie Goulding, The Doors e Sirah.

## Álbuns

### Álbuns de estúdio
| Título                                                                                        | Detalhe do álbum | Posições em paradas músicais | Posições em paradas músicais | Posições em paradas músicais | Posições em paradas músicais | Posições em paradas músicais | Posições em paradas músicais | Posições em paradas músicais | Posições em paradas músicais | Posições em paradas músicais | Posições em paradas músicais |
| Título                                                                                        | Detalhe do álbum | EUA                          | AUS                          | AUT                          | BEL                          | FRA                          | ALE                          | HOL                          | SUE                          | SUI                          | UK                           |
| --------------------------------------------------------------------------------------------- | --- | ---------------------------- | ---------------------------- | ---------------------------- | ---------------------------- | ---------------------------- | ---------------------------- | ---------------------------- | ---------------------------- | ---------------------------- | ---------------------------- |
| Recess                                                                                        | - Lançamento: 14 de março de 2014 - Gravadora: Owsla, Atlantic - Formatos: CD, digital download                              | 4                            | 4                            | 14                           | 28                           | 57                           | 28                           | 42                           | 21                           | 11                           | 13                           |
| Quest For Fire                                                                                | - Lançamento: 17 de fevereiro de 2023 - Gravadora: Owsla, Atlantic - Formatos: CD, LP, cassette, digital download, streaming | 51                           | 33                           | 49                           | 119                          | 159                          | —                            | —                            | —                            | 57                           | 78                           |
| "—" indica que a gravação não foi incluída nas paradas ou não foi distribuída naquela região. | |                              |                              |                              |                              |                              |                              |                              |                              |                              |                              |

### Extended plays
| Título                          | Detalhe do álbum                                                                                         |
| ------------------------------- | --- |
| My Name Is Skrillex             | - Lançamento: 7 de junho de 2010 - Gravadora: Self-released - Formatos: Digital download                 |
| Scary Monsters and Nice Sprites | - Lançamento: 22 de outubro de 2010 - Gravadora: mau5trap, Big Beat - Formatos: CD, LP, digital download |
| More Monsters and Sprites       | - Lançamento: 7 de junho de 2011 - Gravadora: Big Beat - Formatos: LP, digital download                  |
| Bangarang                       | - Lançamento: 23 de dezembro de 2011 - Gravadora: Big Beat, OWSLA - Formatos: CD, LP, digital download   |
| Leaving                         | - Lançamento: 2 de janeiro de 2013 - Gravadora: OWSLA - Formatos: Digital download                       |

## Singles

### Como artista principal
| Título                                                                                        | Ano  | Posições em paradas músicais | Posições em paradas músicais | Posições em paradas músicais | Posições em paradas músicais | Posições em paradas músicais | Posições em paradas músicais | Posições em paradas músicais | Posições em paradas músicais | Posições em paradas músicais | Posições em paradas músicais | Certificações                                                                                              | Álbum                           |
| Título                                                                                        | Ano  | EUA                          | AUS                          | AUT                          | BEL                          | FRA                          | ALE                          | HOL                          | SUE                          | SUI                          | UK                           | Certificações                                                                                              | Álbum                           |
| --------------------------------------------------------------------------------------------- | ---- | ---------------------------- | ---------------------------- | ---------------------------- | ---------------------------- | ---------------------------- | ---------------------------- | ---------------------------- | ---------------------------- | ---------------------------- | ---------------------------- | --- | ------------------------------- |
| "Weekends" (featuring Sirah)                                                                  | 2010 | —                            | —                            | —                            | —                            | —                            | 100                          | —                            | —                            | —                            | —                            | - RIAA: ouro - MC: ouro                                                                                    | My Name Is Skrillex             |
| "Scary Monsters and Nice Sprites"                                                             | 2010 | 69                           | —                            | —                            | —                            | 71                           | —                            | —                            | 20                           | —                            | —                            | - RIAA: 2× platina - ARIA: platina - GLF: 2× platina - MC: platina                                         | Scary Monsters and Nice Sprites |
| "First of the Year (Equinox)"                                                                 | 2011 | 85                           | —                            | —                            | 7                            | 187                          | —                            | —                            | 19                           | —                            | —                            | - RIAA: platina - GLF: 2× platina - MC: ouro                                                               | More Monsters and Sprites       |
| "Ruffneck (FULL Flex)"                                                                        | 2011 | —                            | —                            | —                            | —                            | —                            | —                            | —                            | —                            | —                            | 89                           | | More Monsters and Sprites       |
| "Breakn' a Sweat" (with The Doors)                                                            | 2012 | —                            | —                            | —                            | 48                           | —                            | —                            | —                            | —                            | —                            | 32                           | | Bangarang                       |
| "Bangarang" (featuring Sirah)                                                                 | 2012 | 72                           | 4                            | 25                           | 9                            | 63                           | 55                           | 59                           | 24                           | 61                           | 24                           | - RIAA: 3× platina - ARIA: 4× platina - BEA: ouro - BPI: platina - BVMI: ouro - GLF: platina - MC: platina | Bangarang                       |
| "Make It Bun Dem" (with Damian "Jr. Gong" Marley)                                             | 2012 | —                            | 27                           | 34                           | 15                           | 87                           | —                            | —                            | 48                           | —                            | 58                           | - RIAA: platina - ARIA: ouro - BPI: prata - GLF: platina - MC: ouro                                        | Non-album single                |
| "Try It Out" (with Alvin Risk)                                                                | 2013 | —                            | —                            | —                            | —                            | 185                          | —                            | —                            | —                            | —                            | —                            | | Recess                          |
| "Ragga Bomb" (featuring Ragga Twins)                                                          | 2014 | —                            | —                            | —                            | 75                           | —                            | —                            | —                            | —                            | —                            | —                            | | Recess                          |
| "Recess" (with Kill the Noise featuring Fatman Scoop and Michael Angelakos)                   | 2014 | —                            | 47                           | 69                           | 25                           | 189                          | 79                           | —                            | —                            | —                            | 57                           | | Recess                          |
| "Burial" (with Yogi featuring Pusha T, Moody Good and TrollPhace)                             | 2015 | —                            | —                            | —                            | —                            | —                            | —                            | —                            | —                            | —                            | 90                           | | Non-album single                |
| "Working for It" (with ZHU and THEY.)                                                         | 2015 | —                            | 30                           | —                            | —                            | 122                          | —                            | —                            | —                            | —                            | 71                           | - ARIA: platina                                                                                            | Generationwhy                   |
| "Purple Lamborghini" (with Rick Ross)                                                         | 2016 | 33                           | 39                           | 56                           | 36                           | 58                           | 85                           | —                            | —                            | —                            | 61                           | - RIAA: platina - BPI: prata - MC: ouro                                                                    | Non-album singles               |
| "Would You Ever" (with Poo Bear)                                                              | 2017 | —                            | 42                           | —                            | 3                            | —                            | —                            | —                            | 91                           | 63                           | 55                           | - RIAA: ouro - BPI: prata - MC: ouro                                                                       | Non-album singles               |
| "Don't Go" (with Justin Bieber and Don Toliver)                                               | 2021 | 69                           | 43                           | —                            | —                            | —                            | —                            | —                            | 67                           | 98                           | 56                           | | Non-album singles               |
| "Rumble" (with Fred Again and Flowdan)                                                        | 2023 | —                            | 32                           | —                            | —                            | —                            | —                            | —                            | 73                           | —                            | 19                           | | Quest For Fire                  |
| "—" indica que a gravação não foi incluída nas paradas ou não foi distribuída naquela região. |      |                              |                              |                              |                              |                              |                              |                              |                              |                              |                              | |                                 |

### Como artista convidado
| Título                                                                                        | Ano  | Posições em paradas músicais | Posições em paradas músicais | Posições em paradas músicais | Posições em paradas músicais | Posições em paradas músicais | Posições em paradas músicais | Posições em paradas músicais | Certificações                                                 | Álbum                   |
| Título                                                                                        | Ano  | EUA                          | BEL                          | FRA                          | ALE                          | SUE                          | SUI                          | UK                           | Certificações                                                 | Álbum                   |
| --------------------------------------------------------------------------------------------- | ---- | ---------------------------- | ---------------------------- | ---------------------------- | ---------------------------- | ---------------------------- | ---------------------------- | ---------------------------- | ------------------------------------------------------------- | ----------------------- |
| "Wild for the Night" (A$AP Rocky featuring Skrillex and Birdy Nam Nam)                        | 2013 | 80                           | 13                           | 169                          | —                            | —                            | —                            | —                            | - RIAA: 2× platina - ARIA: platina - BPI: prata - MC: platina | Long. Live. ASAP        |
| "Ego Death" (Ty Dolla Sign featuring Kanye West, FKA Twigs and Skrillex)                      | 2020 | —                            | —                            | —                            | 92                           | 54                           | 95                           | 34                           | - BPI: prata                                                  | Featuring Ty Dolla $ign |
| "—" indica que a gravação não foi incluída nas paradas ou não foi distribuída naquela região. |      |                              |                              |                              |                              |                              |                              |                              |                                                               |                         |

## Vídeos musicais
| Título                                                            | Ano  | Diretor(es)                                             |
| ----------------------------------------------------------------- | ---- | ------------------------------------------------------- |
| "Mora" (Demo) (as Sonny)                                          | 2009 | Sonny & The Blood Monkeys                               |
| "Mora" (as Sonny)                                                 | 2009 | Shawn Butcher                                           |
| "Rock n Roll (Will Take You to the Mountain)"                     | 2011 | Jason Ano                                               |
| "First of the Year (Equinox)"                                     | 2011 | Tony Truand                                             |
| "Ruffneck (Full Flex)"                                            | 2011 | Tony Truand                                             |
| "Bangarang" (featuring Sirah)                                     | 2012 | Tony Truand                                             |
| "Make It Bun Dem" (with Damian "Jr. Gong" Marley)                 | 2012 | Tony Truand                                             |
| "Breakn' a Sweat" (with The Doors)                                | 2012 | Brian Welsh                                             |
| "The Devils Den" (with Wolfgang Gartner)                          | 2012 | Arev Manoukian                                          |
| "Breakn' a Sweat" (with The Doors)                                | 2012 | Radical Friend                                          |
| "Summit" (with Ellie Goulding)                                    | 2013 | Pilerats                                                |
| "The Reason"                                                      | 2013 |                                                         |
| "Try It Out" (Neon Mix) (with Alvin Risk)                         | 2013 | Liam Underwood Josh Goleman Sonny Moore Marcio Alvarado |
| "Ragga Bomb" (with Ragga Twins)                                   | 2014 | Terrence Neale                                          |
| "Try It Out" (Neon Mix) (with Alvin Risk)                         | 2014 | Tony Truand                                             |
| "Fuck That"                                                       | 2014 | Nabil Elderkin                                          |
| "Dirty Vibe" (with Diplo featuring G-Dragon and CL)               | 2014 | Lil' Internet                                           |
| "Doompy Poomp"                                                    | 2015 | Fleur & Manu                                            |
| "Burial" (with Yogi featuring Pusha T, Moody Good and TrollPhace) | 2015 | Grant Singer                                            |
| "Stranger" (Skrillex Remix with Tennyson & White Sea)             | 2015 | Andrew Donoho                                           |
| "Red Lips (Skrillex Remix)"                                       | 2016 | Grant Singer                                            |
| "No Chill" (with Vic Mensa)                                       | 2016 | Colin Tilley                                            |
| "Purple Lamborghini" (with Rick Ross)                             | 2016 | Colin Tilley                                            |

## Remixes
| Ano  | Faixa                                                    | Artista                                    |
| ---- | -------------------------------------------------------- | ------------------------------------------ |
| 2009 | "Bad Romance"                                            | Lady Gaga                                  |
| 2009 | "What Is Light? Where Is Laughter?"                      | Twin Atlantic                              |
| 2009 | "The Sadness Will Never End"                             | Bring Me the Horizon                       |
| 2009 | "No Mercy, Only Violence"                                | The Library                                |
| 2009 | "This Is the Shark Attack"                               | Shark Attack                               |
| 2009 | "Seventeen"                                              | Casxio                                     |
| 2009 | "Shapeshift" (Horse the Band Vs. Skrillex)               | Horse the Band                             |
| 2009 | "Golden Mummy Golden Bird" (Horse the Band vs. Skrillex) | Horse the Band                             |
| 2010 | "Alejandro"                                              | Lady Gaga                                  |
| 2010 | "Scream And Shout"                                       | Live Last                                  |
| 2010 | "Zeig Mir Wie Du Tanzt"                                  | Frida Gold                                 |
| 2010 | "In for the Kill"                                        | La Roux                                    |
| 2010 | "The Wind Blows"                                         | The All-American Rejects                   |
| 2010 | "Hey Sexy Lady"                                          | i SQUARE                                   |
| 2010 | "Just the Way You Are" (BatBoi Remix)                    | Bruno Mars                                 |
| 2010 | "Rock That Body"                                         | The Black Eyed Peas                        |
| 2011 | "Cinema"                                                 | Benny Benassi (featuring Gary Go)          |
| 2011 | "Love In Motion" (Funkt-Out Remix)                       | SebastiAn (featuring Mayer Hawthorne)      |
| 2011 | "Promises" (with Nero)                                   | Nero                                       |
| 2011 | "Levels"                                                 | Avicii                                     |
| 2012 | "Holdin' On" (with Nero)                                 | MONSTA                                     |
| 2012 | "Goin' In" (Goin' Hard Mix)                              | Birdy Nam Nam                              |
| 2013 | "International"                                          | Chase & Status                             |
| 2014 | "NRG" (with Kill The Noise and Milo & Otis)              | Duck Sauce                                 |
| 2014 | "Burial" (with Trollphace)                               | Yogi (featuring Pusha T)                   |
| 2015 | "Bad Man"                                                | Ragga Twins                                |
| 2015 | "Where Are U Now" (Marshmello Remix) [Skrillex Flip]     | Jack Ü (featuring Justin Bieber)           |
| 2015 | "Red Lips"                                               | GTA (featuring Sam Bruno)                  |
| 2015 | "Stranger" (with Tennyson & White Sea)                   | Skrillex & Killagraham (featuring Sam Dew) |
| 2016 | "Make a Move"                                            | Torro Torro                                |
| 2016 | "Red Lips" (Dillon Francis x Skrillex Rebirth)           | GTA (featuring Sam Bruno)                  |
| 2016 | "Show Me Love"                                           | Hundred Waters                             |
| 2017 | HUMBLE. (Skrillex Remix)                                 | Kendrick Lamar                             |